# Procés fotoelectroquímic

Després d'absorbir energia, un electró pot saltar de l'estat fonamental a un estat excitat d'energia superior.

Els processos fotoelectroquímics són processos en fotoelectroquímica; solen implicar transformar la llum en altres formes d'energia. Aquests processos s'apliquen a la fotoquímica, els làsers de bombeig òptica, les cèl·lules solars sensibilitzades, la luminescència i el fotocromisme.
L'excitació d'electrons és el moviment d'un electró a un estat d'energia superior. Això es pot fer per fotoexcitació (PE), on l'electró original absorbeix el fotó i guanya tota l'energia del fotó o per excitació elèctrica (EE), on l'electró original absorbeix l'energia d'un altre electró energètic. Dins d'una xarxa cristal·lina semiconductora, l'excitació tèrmica és un procés on les vibracions de la xarxa proporcionen prou energia per moure electrons a una banda d'energia més alta. Quan un electró excitat torna a tornar a un estat d'energia inferior, s'anomena relaxació d'electrons. Això es pot fer mitjançant la radiació d'un fotó o també donant l'energia a una tercera partícula espectadora.
En física hi ha una definició tècnica específica del nivell d'energia que sovint s'associa amb l'excitació d'un àtom a un estat excitat. L'estat excitat, en general, està en relació amb l'estat fonamental, on l'estat excitat es troba a un nivell d'energia més alt que l'estat fonamental.

## Fotoexcitació
La fotoexcitació és el mecanisme d'excitació d'electrons per absorció de fotons, quan l'energia del fotó és massa baixa per provocar la fotoionització. L'absorció del fotó té lloc d'acord amb la teoria quàntica de Planck.

## Fotoisomerització
En química, la fotoisomerització és un comportament molecular en què el canvi estructural entre isòmers és causat per la fotoexcitació. Existeixen reaccions de fotoisomerització tant reversibles com irreversibles. Tanmateix, la paraula "fotoisomerització" sol indicar un procés reversible. Les molècules fotoisomeritzables ja es fan servir a la pràctica, per exemple, en pigments per a CD, DVD i solucions d'emmagatzematge de dades òptiques en 3D. A més, l'interès recent per les molècules fotoisomerizables s'ha orientat a dispositius moleculars, com ara interruptors moleculars, motors moleculars i electrònica molecular.

## Fotoionització
La fotoionització és el procés físic en què un fotó incident expulsa un o més electrons d'un àtom, ió o molècula. Aquest és essencialment el mateix procés que es produeix amb l'efecte fotoelèctric amb metalls. En el cas d'un gas o àtoms individuals, el terme fotoionització és més comú.